# NGC 6323
NGC 6323 est une galaxie spirale située dans la constellation d'Hercule. Sa vitesse par rapport au fond diffus cosmologique est de 7 662 ± 11 km/s, ce qui correspond à une distance de Hubble de 113,0 ± 7,9 Mpc (∼369 millions d'al). NGC 6323 a été découverte par l'astronome français Édouard Stephan en 1876.
La classe de luminosité de NGC 6323 est I-II. C'est aussi une galaxie active de type Seyfert 2.
À ce jour, une mesure non basée sur le décalage vers le rouge (redshift) donne une distance d'environ 107,000 Mpc (∼349 millions d'al). Cette valeur est à l'intérieur des valeurs de la distance de Hubble.